# 峰岸真澄
峰岸 真澄（みねぎし ますみ、1964年〈昭和39年〉1月24日 - ）は、日本の実業家。株式会社リクルートホールディングス代表取締役会長兼取締役会議長、公益財団法人江副記念リクルート財団代表理事兼理事長、公益社団法人経済同友会副代表幹事。

## 経歴
千葉県出身。立教大学経済学部経済学科卒業後、1987年にリクルート（現・リクルートホールディングス）に入社。ゼクシィやR25の創刊に携わった後、2003年に執行役員に就任。2009年に取締役に就任を経て、2012年に代表取締役社長兼CEOに就任。2019年に経済同友会副代表幹事に就任。2021年にリクルートホールディングス代表取締役会長兼取締役会議長に就任。

## 略歴
- 1987年（昭和62年）3月 - 立教大学経済学部経済学科卒業[3]。
- 1987年（昭和62年）4月 - 株式会社リクルート（現・株式会社リクルートホールディングス）入社 自動車情報事業部配属[4]。
- 1992年（平成4年） - 株式会社リクルート（現・株式会社リクルートホールディングス）新規事業開発室所属[5]。
- 1994年（平成6年）10月 - 株式会社リクルート（現・株式会社リクルートホールディングス）ゼクシィ事業部営業マネージャー[6]。
- 2000年（平成12年）10月 - 株式会社リクルート（現・株式会社リクルートホールディングス）IMCディビジョンカンパニー ブライダルディビジョン 企画室エグゼクティブプランナー[4]。
- 2002年（平成14年）4月 - 株式会社リクルート（現・株式会社リクルートホールディングス）IMCディビジョンカンパニー ブライダル&ベビーディビジョン ディビジョンエグゼクティブ[4]。
- 2003年（平成15年）4月 - 株式会社リクルート（現・株式会社リクルートホールディングス）執行役員 IMCディビジョンカンパニー、情報編集局担当[4][7]。
- 2004年（平成16年）4月 - 株式会社リクルート（現・株式会社リクルートホールディングス）常務執行役員 G-IMCストラテジックビジネスユニット 重要戦略統括兼住宅ディビジョンカンパニー、IMCディビジョンカンパニー担当[4]。
- 2009年（平成21年）6月 - 株式会社リクルート（現・株式会社リクルートホールディングス）取締役常務執行役員 事業開発、経営企画、住宅領域担当[4][8]。
- 2010年（平成22年）4月 - 株式会社リクルート（現・株式会社リクルートホールディングス）取締役常務執行役員 カスタマーアクションプラットフォーム ストラテジックビジネスユニット、事業開発、経営企画、住宅領域担当[4]。
- 2011年（平成23年）4月 - 株式会社リクルート（現・株式会社リクルートホールディングス）取締役専務執行役員 事業統括本部副本部長（IMC領域）兼事業開発、経営企画、人事担当[4][9]。
- 2012年（平成24年）4月 - 株式会社リクルート（現・株式会社リクルートホールディングス）代表取締役社長兼CEO[10]。
- 2019年（平成29年）4月 - 公益社団法人経済同友会副代表幹事（現任）[11]。
- 2021年（令和3年）4月 - 株式会社リクルートホールディングス代表取締役会長兼取締役会議長[12]。

## 現職
- 株式会社リクルートホールディングス代表取締役会長兼取締役会議長[13]
- 公益財団法人江副記念リクルート財団代表理事兼理事長[14]
- 公益社団法人経済同友会副代表幹事[15]。